# Domby Lajos
Domby Lajos (Kecskemét, 1943. április 6. – ) magyar festőművész.

## Életpályája
1962–1967 között végzett a budapesti Magyar Képzőművészeti Főiskola hallgatójaként Fónyi Géza osztályában. 1968-tól kiállító művész. Olaszországban volt tanulmányúton. 1971-ben Hódmezővásárhelyre települt át. 1975-ben történt balesete óta nem végez alkotói tevékenységet; Budapesten él.
Az alföldi festészet dekoratív-lírai irányú továbbfejlesztője; leginkább tájképeket fest.

## Magánélete
Felesége, Dombyné Szántó Melánia (1945–2016) festő- és grafikusművész volt.

## Kiállításai

### Egyéni
- 1972 Hódmezővásárhely, Budapest

### Válogatott, csoportos
- 1971, 1975 Békéscsaba
- 1973 Makó, Hódmezővásárhely
- 1978 Budapest